# Список дипломатических миссий Боливии

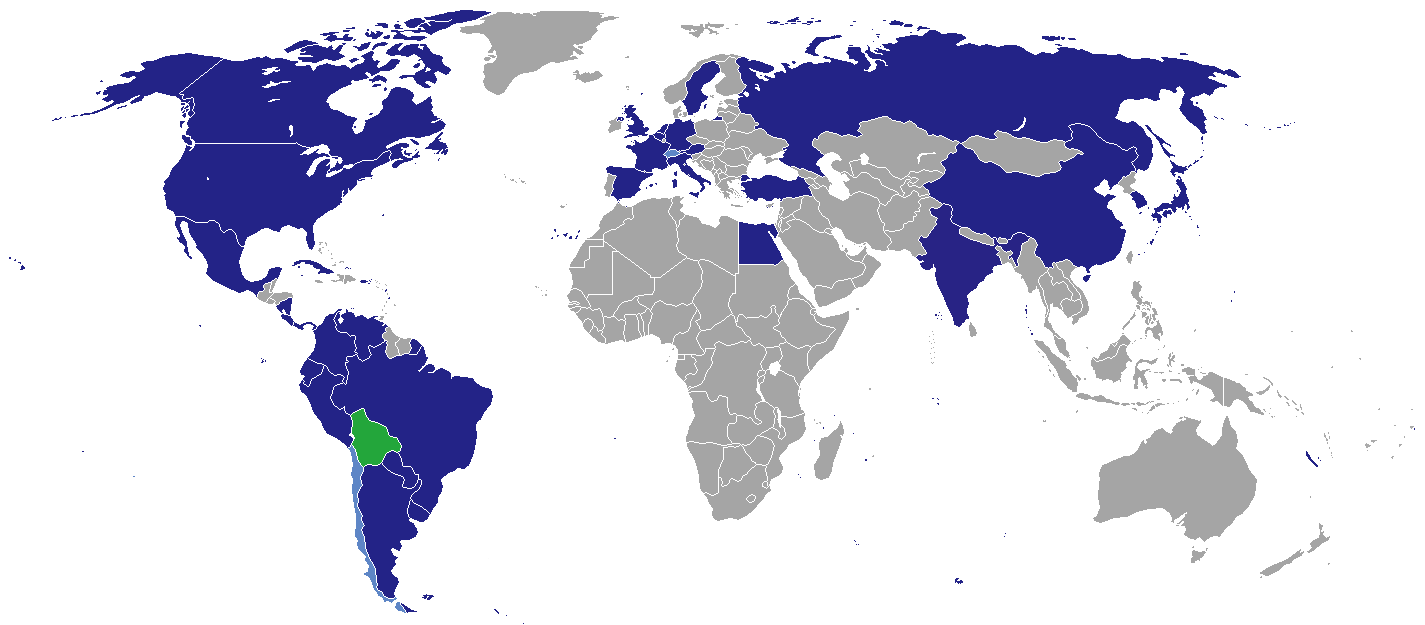

Список дипломатических миссий Боливии — на территории соседнего Чили Боливия располагает лишь сетью консульств, но её посольство в этой стране отсутствует.

## Европа
- Австрия, Вена (посольство)
- Бельгия, Брюссель (посольство)
- Дания, Копенгаген (посольство)
- Франция, Париж (посольство)
- Германия, Берлин (посольство)
  - Гамбург (генеральное консульство)
- Ватикан (посольство)
- Италия, Рим (посольство)
  - Генуя (генеральное консульство)
  - Турин (генеральное консульство)
- Нидерланды, Гаага(посольство)
- Россия, Москва (посольство)
- Испания, Мадрид (посольство)
  - Барселона (генеральное консульство)
  - Мурсия (консульство)
- Швеция, Стокгольм (посольство)
- Швейцария, Женева (представительство)
- Великобритания, Лондон (посольство)

## Северная Америка
- Канада, Оттава (посольство)
- Коста-Рика, Сан-Хосе (посольство)
- Куба, Гавана (посольство)
- Мексика, Мехико (посольство)
- Панама, Панама (посольство)
- США, Вашингтон (посольство)
  - Лос-Анджелес (генеральное консульство)
  - Майями (генеральное консульство)
  - Нью-Йорк (генеральное консульство)

## Южная Америка
- Аргентина, Буэнос-Айрес (посольство)
  - Кордова (консульство)
  - Ла-Кьяка (консульство)
  - Мендоса (консульство)
  - Посито (консульство)
  - Росарио (консульство)
  - Сальта (консульство)
  - Оран (консульство)
  - Сан-Сальвадор-де-Жужуй (консульство)
  - Сан-Мигель-де-Тукуман (консульство)
- Бразилия, Бразилиа (посольство)
  - Рио-де-Жанейро (генеральное консульство)
  - Сан-Паулу (генеральное консульство)
  - Бразилея (консульство)
  - Кампу-Гранди (консульство)
  - Корумба (консульство)
  - Куяба (консульство)
  - Гуажара-Мирин (консульство)
  - Салвадор (консульство)
- Чили, Сантьяго (генеральное консульство)
  - Арика (генеральное консульство)
  - Антофагаста (консульство)
  - Калама (консульство)
  - Икике (консульство)
  - Вальпараисо (консульство)
- Колумбия, Богота (посольство)
  - Кали (консульство)
- Эквадор, Кито (посольство)
  - Гуаякиль (консульство)
- Парагвай, Асунсьон (посольство)
- Перу, Лима (посольство)
  - Такна (генеральное консульство)
  - Ило (консульство)
  - Мольендо (консульство)
  - Пуно (консульство)
- Уругвай, Монтевидео (посольство)
- Венесуэла, Каракас (посольство)

## Африка
- Египет, Каир (посольство)

## Азия
- Китай, Пекин (посольство)
- Япония, Токио (посольство)
- Иран, Тегеран (посольство)

## Международные организации
- Брюссель (представительство при ЕС)
- Женева (постоянная миссия при учреждениях ООН)
- Монтевидео (постоянная миссия при ALADI и MERCOSUR)
- Нью-Йорк (постоянная миссия при ООН)
- Вашингтон (постоянная миссия при учреждениях ОАГ)
- Рим (постоянная миссия при FAO)
- Париж (постоянная миссия при UNESCO)